# Министерство юстиции Ирана
Министерство юстиции Исламской Республики Иран (перс. وزارت دادگستری جمهوری اسلامی ایران‎) — орган государственной власти Исламской Республики Иран, проводящий государственную политику в сфере юстиции и осуществляющее судебную экспертизу, государственное нотариальное управление регистрации и учет недвижимого имущества.

## Функции министерства
В функции Министерства юстиции ИРИ входит поддержание связей между тремя ветвями власти — судебной, исполнительной и законодательной, представление на утверждение Меджлису судебных законов.
В соответствии со Статьей 160 [Министр юстиции] Конституции Исламской Республики Иран, Министерство юстиции несет ответственность за судебное преследование и рассмотрение правительственных судебных дел. Другими словами, министр юстиции является Генеральным прокурором Исламской Республики. Однако, он не имеет ничего общего с законом, входящим в сферу ответственности министра внутренних дел Ирана. 
Глава судебной власти теоретически может передать министру юстиции все свои финансовые и административные права, в том числе право приема на работу всего персонала, за исключением судей. В таком случае министр юстиции становится полновластным обладателем полномочий и обязанностей, предусмотренных законом для министров как высших лиц исполнительной власти.
В подчинении этого министерства находятся судебная экспертиза, государственное нотариальное управление регистрации и учёта недвижимого имущества, одно ведомственное печатное издание и штат экспертов-юристов.

## Структура

### Руководство
Министерство юстиции возглавляет министр юстиции, назначаемый на должность Меджлисом по представлению Президента Ирана. 
С 15 августа 2013 года министерство возглавляет Мостафа Пур-Мохаммади.
В его подчинении 5 заместителей:
- Заместитель министра, руководитель Организации по тазиру – Али-Реза Джамшиди
- Заместитель министра по вопросам интеллектуальной собственности – Али-Реза Каземи-Абди
- Заместитель министра по правовым вопросам и взаимодействии с парламентом – Абдолали Миркуи
- Заместитель министра по вопросам прав и международного правового сотрудничества – Махмуд Аббаси
- Заместитель министра по вопросам управления и развития персонала – Хабиболла Бурбур

### Подразделения
В структуру Министерства юстиции Ирана входят:
- Центральный аппарат:
  - Департамент по вопросам интеллектуальной собственности
    - Отдел по координации, планированию и охране промышленной собственности, традиционных знаний и генетических источников
    - Отдел по координации, планированию и охране авторских прав на литературные, художественные произведения и культурного достояния

  - Департамент по вопросам правовой помощи и взаимодействия с парламентом
    - Главное управление взаимодействия с законодательной властью
    - Главное управление по судебным вопросам
    - Главное управление по профилактике преступлений
    - Отдел по правовым вопросам

  - Департамент по вопросам прав человека и международного правового сотрудничества
    - Национальный секретариат по конвенции о правах ребенка
    - Отдел международного сотрудничества
    - Отдел по правам человека и гражданским правам

  - Департамент управления и развития персонала
    - Центр планирования, развития человеческих ресурсов и электронного правительства
    - Отдел управление делами
    - Отдел финансов и бухгалтерского учёта
- Территориальные органы Министерства юстиции Исламской Республики Иран

## Подведомственные организации
- Национальное бюро по противодействию коррупции
- Организация по назидательному наказания за нарушение общественного порядка